# Vlag van Somaliland

Vlag van Somaliland

De huidige vlag van Somaliland werd aangenomen op 14 oktober 1996. Ze is, net als het nationale wapen, een van de officiële symbolen van Somaliland, een de facto onafhankelijk gebied in Somalië.
De vlag is horizontaal gestreept in de kleuren groen, wit en oranjerood. In de groene streep staat de islamitische geloofsbelijdenis (shahadah), net als op de vlag van Saoedi-Arabië. De zwarte vijfpuntige ster staat voor de vijf gebieden waar Somaliërs leven: Somaliland (het voormalige Brits-Somaliland), het voormalige Italiaans-Somaliland (dat is het huidige Somalië zonder de niet-erkende staat Somaliland), Djibouti, Ogaden in Ethiopië en Kaskazini-Mashariki in Kenia. De roodoranje streep staat voor het bloed dat in de onafhankelijkheidsstrijd is vergoten.

## Geschiedenis
Toen de Britten Somaliland in 1903 annexeerden en bezetten, stichtten ze een protectoraat en maakten ze het deel van het Britse Rijk. De Britten namen een nieuwe vlag aan voor de regio (die officieel Brits-Somaliland heette). Net als veel andere landen van het Gemenebest had de vlag een Blauw vaandel: een blauw veld met de Union Jack in het bovenste hijskwart van de vlag. Er was een afbeelding van een koedoe (een antilope die inheems is in het gebied van Brits-Somaliland) op een witte schijf. De vlag werd gevoerd op schepen van inwoners van Brits-Somaliland of op overheidsgebouwen in het gebied.
In 1950 veranderden het embleem en de vlag van het protectoraat Brits-Somaliland en daarmee ook alle vlaggen die deze droegen. De vlag had nog steeds de Union Jack op de kwartstok. De kop en schouders van de koedoe werden behouden en eraf gehaald om het meest dominante kenmerk op het nieuwe wapen te vormen, hoewel het gezicht van de antilope nu recht naar de toeschouwer keek. Tussen de horens werd de koninklijke kroon geplaatst om de koninklijke familie en het Britse Rijk in het algemeen te symboliseren.
Het insigne werd ook veranderd; het bestond uit een wapenbord verticaal verdeeld in groene en blauwe kleuren, met een opperhoofd met een gouden Somalisch schild ervoor met twee speren in andreaskruis, koppen naar beneden, in natuurlijke kleuren. Het groene gedeelte bevatte een afbeelding van een witte minaret. Bovendien, op het blauwe gedeelte, een Arabische dhow in vol zeil op de golven van de zee, met een gouden anker in de basis. De kop van de koedoe was naar voren gericht naar de toeschouwer in plaats van naar links op de eerdere versie. Boven de koedoe was de koninklijke kroon tussen de hoorns aangebracht. Daaronder bevond zich een krans in groen en geel die de helmteken vormde.
Toen Brits-Somaliland op 26 juni 1960 onafhankelijk werd, werd de vlag niet meer gebruikt.
Brits-Somaliland werd op 26 juni 1960 onafhankelijk als de Staat Somaliland. De staat Somaliland nam als nationale vlag een vlag aan die leek op de vlag die werd gebruikt in het door Italië bestuurde Trustschap Somalië, namelijk een blauwe vlag met een witte vijfpuntige ster. De staat Somaliland ging op 1 juli 1960 op in de nieuw opgerichte Republiek Somalië.
De strijd tegen het regime van Siad Barre (1988-1991) kwam overeen met de Somalische Nationale Beweging, waarvan de kleuren (horizontaal lichtrood, wit en groen) later de basis vormden van de vlag van Somaliland.
Op 18 mei 1991 riep Somaliland de onafhankelijkheid uit in Burao tijdens een kleine ceremonie van het hijsen van de vlag na een bijeenkomst van clanhoofden. Uit onduidelijke televisiebeelden blijkt dat destijds een vlag met de kleuren van de Somalische Nationale Beweging verticaal werd gebruikt, blijkbaar met de breedste centrale streep. Deze vlag moest voorlopig zijn vanwege het ontbreken van een definitieve vlag, waarin de kleuren van de regerende partij werden gebruikt.
De datum van goedkeuring van de definitieve vlag, Deze toont een wit veld met daarop een groene cirkel waaromheen de shahadah staat, is niet bekend, maar er moet worden aangenomen dat dit kort na de onafhankelijkheid in 1991 was of uiterlijk tijdens de vergadering van Borama op 16 mei 1993. Het bleef geldig totdat op 14 oktober 1996 door de Nationale Conferentie een nieuwe vlag werd aangenomen, met de kleuren van de Somalische Nationale Beweging, ter ere van de helden van de onafhankelijkheidsoorlog. Het wordt erkend in het nationale handvest (grondwet) dat op 31 mei 2001 definitief werd goedgekeurd.

? Brits-Somaliland (1903–1950)
? Brits-Somaliland (1950–1952)
? Brits-Somaliland (1952–1960)
? Staat Somaliland (1960)
? Federale Republiek Somalië (1960-1991)
? Somaliland, 1991
? Somaliland, 1991-1996
? Somaliland, sinds 1996